# Industrie-Pensions-Verein
Der Industrie-Pensions-Verein e.V. (IPV) wurde 1925 in Berlin von den Vorgängern des Bundesverbandes der Deutschen Industrie (BDI) und der Bundesvereinigung der Deutschen Arbeitgeberverbände (BDA) gegründet. Bis heute stehen der BDI und der BDA in enger Verbindung zum IPV. Dieser zählt mit seinen rund 350.000 Mitgliedern zu den mitgliederstärksten Vereinen in Deutschland.
Die wirtschaftliche Misere nach dem Ersten Weltkrieg machte eine private Versorgungseinrichtung für Unternehmer und leitende Mitarbeiter erforderlich, weil sie bis dahin von einer gesetzlichen Rentenversicherung weitgehend ausgeschlossen waren. So wurden mit ausgesuchten Lebensversicherungsgesellschaften Verträge geschlossen, die den Mitgliedern des IPV besondere Bedingungen bis heute garantieren (z. B. Rabatte, Beratungsangebote). Seit dem Januar 2007 hat der IPV die Angebotspalette für seine Mitglieder um den Bereich der Krankenversicherung erweitert.
Seit Oktober 2009 unterhält der Verein eine eigene Akademie. Schwerpunkte der Lehrvermittlung sind Themen der privaten und betrieblichen Altersvorsorge sowie die Gesundheitsvorsorge.
Der Verbands- und Unternehmensservice (VUS) des IPV steht den Verbänden und deren Unternehmen vor Ort in Versorgungsfragen zur Verfügung.
Sitz des Vereins ist heute wieder Berlin, von 1949 bis 30. Juni 2009 war Varel Hauptsitz. Ziel des Standortwechsels war, unter anderem eine stärkere Verknüpfung mit den Spitzenverbänden der deutschen Wirtschaft und den Spitzen von Industrie und Politik zu schaffen durch örtliche Präsenz.
2017 wurde die Tochtergesellschaft IPM Industrie-Pensions-Management GmbH (IPM GmbH) gegründet. Die IPM GmbH ist ein neutraler Dienstleister im Bereich der betrieblichen Altersversorgung.